# Ildebrando Antoniutti
Ildebrando Kardinal Antoniutti, italijanski rimskokatoliški duhovnik, škof, nadškof in kardinal, * 3. avgust 1898, Neme, Videm, † 1. avgust 1974, Bologna.

## Življenjepis
5. decembra 1920 je prejel duhovniško posvečenje v nadškofiji Videm.
19. maja 1936 je postal naslovni nadškof Synnade (Phrygia) in apostolski delegat v Albaniji; škofovsko posvečenje je prejel 29. junija istega leta.
14. julija 1938 je postal apostolski delegeta v Kanadi, 21. oktobra 1953 pa apostolski nuncij v Španiji.
19. marca 1962 je postal kardinal-duhovnik S. Sebastiano alle Catacombe. Naslednje leto, 26. julija 1963, je postal prefekt Kongregacije za ustanove posvečenega življenja in družbe apostolskega življenja.
13. septembra 1973 se je upokojil kot prefekt in postal kardinal-duhovnik Velletri e Segni.